# Kenny Acheson
Kenneth Henry "Kenny" Acheson (Cookstown, 27 de novembro de 1957) é um ex-automobilista britânico nascido na Irlanda do Norte que participou das temporadas de 1983 e 1985 da Fórmula 1, pela equipe RAM. Nas 10 provas em que se inscreveu, largou em apenas 3, tendo apenas o 12º lugar no Grande Prêmio da África do Sul de 1983 como melhor posição de chegada.
Correu também na Fórmula Ford 1600 irlandesa, na Fórmula 3 Britânica, na Fórmula 3 Europeia e na Fórmula 3000, migrando para as corridas de protótipos em 1987. Encerrou sua carreira em 1996, após um grave acidente - seu carro, pintado com as cores do Newcastle United, bateu violentamente com um retardatário, que vinha em baixa velocidade.

## Fórmula 1
(legenda)
| Ano  | Equipe                      | Chassis      | Motor                | 1   | 2   | 3   | 4   | 5   | 6   | 7   | 8   | 9        | 10        | 11       | 12        | 13       | 14       | 15        | 16  | Pontos | Posição  |
| ---- | --------------------------- | ------------ | -------------------- | --- | --- | --- | --- | --- | --- | --- | --- | -------- | --------- | -------- | --------- | -------- | -------- | --------- | --- | ------ | -------- |
| 1983 | RAM Automotive Team March   | RAM March 01 | Ford Cosworth DFV V8 | BRA | USW | FRA | SMR | MON | BEL | USE | CAN | GBR NQ P | ALE NQ P  | AUT NQ P | HOL NQ P  | ITA NQ P | EUR NQ P | AFS 12º P |     | 0      | NC (30º) |
| 1985 | Skoal Bandit Formula 1 Team | RAM 03       | Hart L4 Turbo        | BRA | POR | SMR | MON | CAN | EUA | FRA | GBR | GER      | AUT Ret P | HOL NQ P | ITA Ret P | BEL      | EUR      | RSA       | AUS | 0      | NC       |